# Ragland
Ragland – miasto w Stanach Zjednoczonych, w stanie Alabama, w hrabstwie St. Clair. W roku 2023 miasto zamieszkiwało 1705 osób, a gęstość zaludnienia wynosiła 39 osób/km².